# Comitatul San Mateo, California
Comitatul San Mateo (în engleză San Mateo County) este situat în regiunea golfului San Francisco, în statul federal California, SUA. El se întinde pe o suprafață de 1.919 km² din care 756 km² este apă și avea în anul 2000, 707.161 loc. Comitatul a fost întemeiat în anul 1856, San Mateo se află la nord de comitatul Santa Clara, Silicon Valley se află în sudul comitatului. Sediul administrativ al comitatului se află la Redwood City, pe când cel mai mare oraș din comitat este San Mateo, California.

## Geografie

### Autostrăzi majore
- Interstate 280
- Interstate 380
- U.S. Route 101
- State Route 1
- State Route 35
- State Route 82 (El Camino Real)
- State Route 84 (Dumbarton Bridge)
- State Route 92 (San Mateo Bridge)

## Localități

### Orașe
| - Atherton - Belmont - Brisbane - Burlingame - Colma - Daly City - East Palo Alto - Foster City - Half Moon Bay - Hillsborough | - Menlo Park - Millbrae - Pacifica - Portola Valley - Redwood City - San Bruno - San Carlos - San Mateo - South San Francisco - Woodside |

### Comunități neîncorporate
| - Broadmoor - El Granada - Devonshire - Emerald Lake Hills - Highlands-Baywood Park - Kings Mountain - La Honda - Loma Mar - Menlo Oaks | - Montara - Moss Beach - North Fair Oaks - Pescadero - Princeton-by-the-Sea - San Gregorio - Sky Londa - West Menlo Park |